# Episodi di Workaholics (seconda stagione)
La seconda stagione della serie televisiva Workaholics è composta da 10 episodi ed è stata trasmessa su Comedy Central dal 20 settembre al 22 novembre 2011.
In Italia è stata trasmessa su Comedy Central dal 9 novembre al 23 novembre 2023.
| n° | Titolo originale               | Titolo italiano          | Prima TV USA      | Prima TV Italia  |
| -- | ------------------------------ | ------------------------ | ----------------- | ---------------- |
| 1  | Heist School                   | Contribuenti             | 20 settembre 2011 | 9 novembre 2023  |
| 2  | Dry Guys                       | Il patto                 | 27 settembre 2011 | 10 novembre 2023 |
| 3  | Temp-Tress                     | La tentatrice            | 4 ottobre 2011    | 14 novembre 2023 |
| 4  | Model Kombat                   | Modello da combattimento | 11 ottobre 2011   | 15 novembre 2023 |
| 5  | Old Man Ders                   | Il buon vecchio Ders     | 18 ottobre 2011   | 16 novembre 2023 |
| 6  | Stop! Pajama Time              | Jillian al comando       | 25 ottobre 2011   | 17 novembre 2023 |
| 7  | Teenage Mutant Ninja Roommates | Come le Tartarughe Ninja | 1º novembre 2011  | 21 novembre 2023 |
| 8  | Karl's Wedding                 | Il matrimonio di Karl    | 8 novembre 2011   | 22 novembre 2023 |
| 9  | Man Up                         | Uomini veri              | 15 novembre 2011  | 23 novembre 2023 |
| 10 | 6 Hours Till Hedonism II       | 6 ore all'Hedonism II    | 22 novembre 2011  | 23 novembre 2023 |

## Contribuenti
- Titolo originale: Heist School
- Diretto da: Tristram Shapeero
- Scritto da: Kevin Etten

### Trama
Ders spiega ad Adam e Blake l'importanza del pagare le tasse, ma i due fraintendono e finiscono per rubare una statua di un drago da un parco giochi che a detta loro gli appartiene, in quanto contribuenti. Il drago viene a sua volta rubato da dei ragazzini del posto, così i tre si infiltrano in una scuola locale per scoprire l'identità dei ladri.

## Il patto
- Titolo originale: Dry Guys
- Diretto da: Kyle Newacheck
- Scritto da: Kyle Newacheck

### Trama
Dopo l'ennesima festa, i ragazzi provano a restare sobri, ma Adam ha dei problemi con l'astinenza dall'alcol e per questo motivo vengono mandati da un consulente per l'abuso di sostanze.
- Guest star: Mitchell Hurwitz (Eric).

## La tentatrice
- Titolo originale: Temp-Tress
- Diretto da: Kyle Newacheck
- Scritto da: Anders Holm

### Trama
In occasione di WrestleMania XXVIII, i ragazzi cercano disperatamente una televisione, scoprendo che la loro azienda regala un frigo con tv incorporata al primo che in una giornata riuscirà a portare a termine venti vendite. L'impresa non sarà semplice, soprattutto per colpa della nuova arrivata, Naomi, una bellissima ragazza australiana che li distrarrà più volte.
- Guest star: Nicky Whelan (Naomi).

## Modello da combattimento
- Titolo originale: Model Kombat
- Diretto da: Tristram Shapeero
- Scritto da: David King

### Trama
Blake è ossessionato da un videogioco, tanto da voler partecipare a una competizione mondiale, Adam prova a sedurre Alice mentre Ders è stato ingaggiato da un agente come modello per la sua azienda.
- Guest star: Ray Wise (Kyle Walsh).

## Il buon vecchio Ders
- Titolo originale: Old Man Ders
- Diretto da: Kyle Newacheck
- Scritto da: Scott Rutherford

### Trama
Ders compie 25 anni e perciò, sentendosi vecchio, cerca di atteggiarsi da adolescente. La situazione esaspera quando, in una pizzeria, si trasforma in "Il Ders", creando non poco scompiglio.
- Guest star: Gary Anthony Williams (Craig).

## Jillian al comando
- Titolo originale: Stop! Pajama Time
- Diretto da: Kyle Newacheck
- Scritto da: Blake Anderson

### Trama
Alice è malata e lascia il comando dell'ufficio a Jillian, la quale non riesce a farsi rispettare. Ritrovatasi nella totale anarchia, minaccia licenziamenti, scatenando una vera e propria rivolta dei colleghi.

## Come le Tartarughe Ninja
- Titolo originale: Teenage Mutant Ninja Roommates
- Diretto da: Kyle Newacheck
- Scritto da: Leila Strachan

### Trama
Alla festa del quartiere di Montez, i ragazzi esasperano un "controllore del vicinato", finendo per nascondersi nelle fogne. Sentendosi al pari delle Tartarughe Ninja, cercano di uscirne fuori sfruttando il loro ingegno.

## Il matrimonio di Karl
- Titolo originale: Karl's Wedding
- Diretto da: Jay Karas
- Scritto da:  Kevin Etten

### Trama
Karl sta per sposarsi e i ragazzi vogliono organizzare il matrimonio in casa loro; Adam cerca un'accompagnatrice per l'evento, Ders vorrebbe un po' di intimità con la sua vecchia fiamma Bunny, mentre la promessa sposa tradisce Karl poco prima del matrimonio.
- Guest star: Carla Gallo (Bunny), Katee Sackhoff (Rachel).

## Uomini veri
- Titolo originale: Man Up
- Diretto da: Kyle Newacheck
- Scritto da: Anders Holm

### Trama
Jillian salva i ragazzi da un "bullo" in un locale, facendoli sentire poco virili: iniziano così un viaggio per soli uomini.

## 6 ore all'Hedonism II
- Titolo originale: 6 Hours Till Hedonism II
- Diretto da: Kyle Newacheck
- Scritto da: Adam Devine

### Trama
I ragazzi si preparano a partire per un resort in Giamaica, ma Blake scorda di farsi compilare il passaporto e gli restano solo sei ore per rimediare, per non perdere il volo.